# Baylis
Baylis es una villa ubicada en el condado de Pike en el estado estadounidense de Illinois. En el Censo de 2010 tenía una población de 205 habitantes y una densidad poblacional de 169,13 personas por km².

## Geografía
Baylis se encuentra ubicada en las coordenadas 39°43′46″N 90°54′33″O / 39.72944, -90.90917. Según la Oficina del Censo de los Estados Unidos, Baylis tiene una superficie total de 1,21 km², de la cual 1,21 km² corresponden a tierra firme y (0%) 0 km² es agua.

## Demografía
Según el censo de 2010, había 205 personas residiendo en Baylis. La densidad de población era de 169,13 hab./km². De los 205 habitantes, Baylis estaba compuesto por el 99.51% blancos, el 0% eran afroamericanos, el 0% eran amerindios, el 0% eran asiáticos, el 0% eran isleños del Pacífico, el 0.49% eran de otras razas y el 0% pertenecían a dos o más razas. Del total de la población, el 1,95% eran hispanos o latinos de cualquier raza.